# 極 (数)
極（ごく）は、漢字文化圏における数の単位の一つ。極がいくつを示すかは時代や地域により異なる。現在日本で一般的に行われている万進法では 1048 を指す。

## 概要
極は、元の朱世傑による『算学啓蒙』において、それまであった載よりも上の位として恒河沙、阿僧祇などとともに登場した。このとき登場した単位は、極以外は仏教用語から取り入れられたものである。当時はすでに中数が使用されており、極は載 (1080) の万万倍で 1088 となる。漢字一字で表記される単位としては最大のものである。ただし、華厳経を含めた場合は1035494216806390423241907689750528である「至」が漢字一字で表記される最大の単位となる。なお、大数には漢字二字で構成される単位は存在せず、この単位の上は「恒河沙」となり、以降は全て漢字三字以上の単位となる（華厳経や少数の単位には漢字二字で構成される単位が多数ある）。
日本では、『塵劫記』の寛永4年（1627年）の初版に初めて登場する。この版では、載までを下数、極以上を万万進としたため、極は載 (1014) の十倍で 1015 となる。寛永8年版では極までを中数の万進に改めたため、極は載 (1044) の万倍で 1048 となった。寛永11年版で極以上も万進に統一された。ただし、今日でも寛永8年版を根拠に極以上を万万進とする人もいる。もっとも、京以上の数については指数表記が用いられるのが普通であって実用ではまず用いられないので、極以降の値がどうなっていてもそれほど問題にはならない。
極の位および前後の位の命数は以下のようになる。
| 1080 | 一載     |
| ⋮    | ⋮        |
| 1087 | 千万載   |
| 1088 | 一極     |
| 1089 | 十極     |
| 1090 | 百極     |
| 1091 | 千極     |
| 1092 | 一万極   |
| 1093 | 十万極   |
| 1094 | 百万極   |
| 1095 | 千万極   |
| 1096 | 一恒河沙 |

| 1014 | 一載     |
| 1015 | 一極     |
| 1016 | 十極     |
| 1017 | 百極     |
| 1018 | 千極     |
| 1019 | 一万極   |
| 1020 | 十万極   |
| 1021 | 百万極   |
| 1022 | 千万極   |
| 1023 | 一恒河沙 |

| 1044 | 一載     |
| ⋮    | ⋮        |
| 1047 | 千載     |
| 1048 | 一極     |
| 1049 | 十極     |
| 1050 | 百極     |
| 1051 | 千極     |
| 1052 | 一万極   |
| 1053 | 十万極   |
| 1054 | 百万極   |
| 1055 | 千万極   |
| 1056 | 一恒河沙 |

| 1044 | 一載     |
| ⋮    | ⋮        |
| 1047 | 千載     |
| 1048 | 一極     |
| 1049 | 十極     |
| 1050 | 百極     |
| 1051 | 千極     |
| 1052 | 一恒河沙 |

## 性質
現在の日本における1極は、英語圏のShort scaleでは Quindecillion、Long scaleでは Octillion に相当する。
千進の英語圏Short scale、万進の漢字圏、百万進のLong scaleで単位があがる数である。これは他に兆、𥝱（秭）、澗、那由他（指数が12の倍数となる10の累乗数）が該当する。